# Metarhizium acridum
A Metarhizium acridum a Sordariomycetes osztályának a Hypocreales rendjébe, ezen belül a Clavicipitaceae családjába tartozó faj.

## Tudnivalók
A Metarhizium acridum majdnem kizárólag sáskákon (Acridoidea) élősködik. Korábban a Metarhizium anisopliae egyik változatának tekinteték, M. anisopliae var. acridum néven; még azelőtt, pedig a Metarhizium flavoviridenak vélték.
Ez a gombafaj az sivatagi vándorsáska (Schistocerca gregaria) számára a leghalálosabb.

## Fordítás
- Ez a szócikk részben vagy egészben  a   Metarhizium acridum című angol Wikipédia-szócikk ezen változatának fordításán alapul.  Az eredeti cikk szerkesztőit annak laptörténete sorolja fel. Ez a jelzés csupán a megfogalmazás eredetét és a szerzői jogokat jelzi, nem szolgál a cikkben szereplő információk forrásmegjelöléseként.